# Mount-Kaputar-Nationalpark
Der Mount-Kaputar-Nationalpark ist ein Nationalpark im Nordosten des australischen Bundesstaates New South Wales, 570 Kilometer nordwestlich von Sydney und 50 Kilometer östlich von Narrabri. Im Zentrum des Parks steht der Mount Kaputar, ein Vulkan, der bis vor 17–21 Millionen Jahren aktiv war. Die Millionen von Jahren dauernde Erosion verwandelte die vulkanische Region seither in die Lavaterrassen, Lavasäulen und Dykes der Nandewar Range. Der Mount Kaputar ist 1510 Meter hoch und gab dem Park den Namen. Der 360°-Rundblick von seinem Gipfel zeigt rund zehn Prozent der Fläche von New South Wales, entsprechend etwa 80.000 km².
Der Park schützt etliche Biome, wie zum Beispiel semi-arides, lichtes Waldland, subalpines Heideland und Eukalyptuswälder, und bietet Lebensräume für eine Reihe von Tieren, wie zum Beispiel Fledermäuse, Vögel, Wallabys, Beutelmarder und die seltene Rote Dreiecksnacktschnecke (Red Triangle Slug, Triboniophorus graeffei), die üblicherweise nach Regenfällen zum Vorschein kommt.

## Geschichte
Vor der Umwidmung in einen Nationalpark wurde das Gelände vorwiegend als Viehweide genutzt. Die Lebensbedingungen in dieser Gegend sind sehr hart, aber es lebten etliche Siedlerfamilien dort, von deren Leben man heute noch Spuren finden kann. Schafe und Rinder weideten auf dem Plateau noch bis in die 1950er-Jahre. Die Gegend war sehr abgelegen und die Stockmen, die sich um das Vieh kümmerten, sahen oft monatelang keine Menschenseele.
1925 wurden etwa 775 Hektar um den Mount Kaputar als Erholungsgebiet ausgewiesen. Zwei Jahre später wurde der Mount Kaputar Trust gegründet, der den Park verwaltete. Das Parkgebiet wurde auf 14.244 Hektar ausgedehnt und 1959 endgültig zum Nationalpark erklärt. Acht Jahre später, 1967, gab der Trust seine Aufgaben an den neu gegründeten National Parks and Wildlife Service ab und bis heute wird der Park durch einen regionalen Aufsichtsrat verwaltet.

## Einrichtungen und Freizeitaktivitäten
1965 baute man zwei Hütten in Dawsons Spring, in denen Touristen übernachten konnten und die mit fließendem Wasser für Duschen und Toiletten und einem Picknickplatz versorgt waren. Heute gibt es drei Hütten, einschließlich der Bark Hut.
Der Park ist bei Kletterern beliebt und es gibt elf Wanderwege im Park und einen Campingplatz. Der beliebteste Ort im Park aber ist die Scutts Hut oberhalb der Kurrawonga Falls. Die Hütte ist das frühere Wohnhaus der Familie Scutt, einer Siedlerfamilie, die in der Nähe des heutigen Parks lebte. Sie ist über einen Feuerwehreinfahrtsweg vom Campingplatz an der Bark Hut aus zu erreichen. Die Hütte wurde originalgetreu restauriert und besitzt einen Lehmboden und einen offenen Kamin. Sie steht an den Ufern des Horsearm Creek, der die Kurrawonga Falls speist.